# José Gomes da Rocha
José Gomes da Rocha, plus couramment appelé Zé Gomes, né le 12 avril 1958 à Itumbiara (Brésil) et mort le 28 septembre 2016 dans la même ville, est un agriculteur et homme politique brésilien.

## Biographie
José Gomes da Rocha meurt assassiné d'une balle dans la tête le 28 septembre 2016 à l'âge de 58 ans,.